# Zagóry (Petite-Pologne)
Pour les articles homonymes, voir Zagóry.
Zagóry est une localité polonaise de la gmina de Kamionka Wielka, située dans le powiat de Nowy Sącz en voïvodie de Petite-Pologne.